# أحداث بنزرت
أحداث بنزرت أو معركة الجلاء كما تسمى رسميًّا في تونس، تشير إلى المواجهة المسلحة التي دارت في جويلية 1961 بين القوات الفرنسية المرابطة قرب مدينة بنزرت والجيش التونسي تسانده أعداد من المتطوعين.

## أسباب الحرب
في مقابل انتظارات الطرف التونسي لالتزام فرنسا بجدول انسحابها من ولاية بنزرت وفق بروتوكول الاستقلال كانت الاطراف الاستعمارية الفرنسية تعزز تواجدها المدني باحداث مكاتب خدمات بريدية وفضاءات تجارية جديدة وغيرها من الضروريات والكماليات لجاليتها هناك في بنزرت ووسط الاجواء السياسية والعسكرية المشحونة وتذمّر فرنسا المتواصل من تحول تونس إلى قاعدة خلفيّة للثورة الجزائرية، بدأت رحى المعركة تستعد للدوران لتكون حادثة ثكنة سيدي احمد القشة التي قسمت ظهر البعير حيث انطلق الطرف الفرنسي يوم 30 جوان 1961 في إجراء اشغال توسعة للمطار العسكري بثكنة سيدي احمد ببنزرت فتصدت قوات الحرس الوطني التونسي فورا للعملية واعادت الاسلاك الحديدية إلى مكانها الاصلي في حركة اغضبت الفرنسيين واستقبل القائم بالأعمال الفرنسي في غرة جويلية الباهي الأدغم الوزير الأول والصادق المقدم وزير الخارجية ليبلغهما انزعاج فرنسا الشديد من العملية، اجتمع الديوان السياسي للحزب الدستوري يوم 4 جويلية وأصدر بيانا يعلن فيه فشل المفاوضات حول جلاء قاعدة بنزرت من طرف الجيش الفرنسي ويدعو إلى ضرورة خوض الحرب لإستعادة بنزرت وانطلقت يوم 5 جويلية عملية التعبئة الشعبية في كامل انحاء الجمهورية وجرى ايفاد مئات المتطوعين من الشباب والكشافة والمقاومين إلى بنزرت

## اندلاع المواجهة والمعادلة المفقودة
في 19 جويلية 1961، قامت قوات الجيش التونسي صحبة آلاف من المتطوعين بحصار القاعدة وسارت المعركة في البداية لصالح التونسيين إذ تم اقتحام مركز التموين الفرنسي بالمصيدة، كما نجحت المدفعية التونسية في تحطيم سبع طائرات فرنسية في مدارج مطار سيدي احمد ومقتل وجرح العديد من المظليين الفرنسيين القادمين من الجزائر وجرت محاولات لاقتحام ترسانة ثكنة منزل بورقيبة، فأبرق الأميرال موريس أمان، إلى القيادة الفرنسية بباريس يطلب المساندة فأرسل الجيش الفرنسي معدات مدرعة وآليات مجنزرة وفرق هندسة ميدانية ومدافع بعيدة المدى وبطريات هاون وحوصرت المياه الإقليمية التونسية بالبوارج الحربية وحاملة الطائرات كليمونسو والبارجة الثقيلة جورج ليق والوحدات المظلية المنضوية تحت لواء ليجيون ايترونجار وقامت القوات الفرنسية بشن هجوم معاكس كاسح مستندة على تعزيزات إضافية من الجزائر وتمكنت من احتلال جزء كبير من المدينة فتعرّض بورقيبة لانتقاد شديد من معارضيه واتهموه بالغرور لعلمه المسبق بعدم تكافئ موازين القوى بين جيش تونسي ناشئ لم يمض على تأسيسه سوى خمسة سنوات وبين ثالث أكبر قوة عسكرية في العالم بعد الولايات المتحدة والاتحاد السوفيتي.

## تدخل مجلس الأمن الدولي
زحفت القوات الفرنسية خارج القاعدة تدعمها المدرعات وتقدمت يوم 21 جويلية نحو المدينة وخرج بورقيبة وحث الجيش التونسي على الاستبسال في القتال وتحولّت المواجهات إلى حرب شوارع حقيقية وكثّف الطيران الحربي الفرنسي قصفه للمدينة وتضاعف عدد القتلى خاصة من المدنيين، تواصلت الاشتباكات طيلة يومي الجمعة 21 والسبت 22 جويلية حتى صدور القرار 164 عن مجلس الأمن بوقف اطلاق النار بعد أن كان ذلك اليوم هو الأكثر دموية في المعركة، وصل يوم 25 جويلية 1961 داغ همرشولد الأمين العام للأمم المتحدة إلى بنزرت وفي 21 أوت 1961 عقد اجتماع في الأمم المتحدة للنظر في قضية بنزرت وانتهى باصدار قرارات لفائدة تونس وفي 27 أوت 1961 صوّتت الجمعية العامة للأمم المتحدة بالأغلبية المطلقة على ضرورة فتح التفاوض بين تونس وفرنسا من أجل تحقيق الجلاء عن بنزرت وبعد ان انعقدت المفاوضات توصل الطرفان إلى أن يكون موعد الجلاء عن بنزرت يوم 15 أكتوبر 1961

## معركة الجلاء في تواريخ
- سبتمبر 1958: الحكومة التونسية تحدد لفرنسا أجلاً أقصاه 8 فيفري 1960 لتحديد تاريخ الجلاء عن بنزرت
- 30 جوان 1961: قوات الحرس الوطني تتصدى لأشغال توسعة مهبط الطائرات بثكنة سيدي احمد
- 1 جويلية 1961: احتجاج من القائم بالأعمال الفرنسي على ذلك العمل يولد بداية أزمة ديبلوماسية بين البلدين حول بنزرت.
- 3 جويلية: اجتماع جهوي في بنزرت يشرف عليه الباهي الأدغم لدراسة الوضع.
- 4 جويلية: عبد المجيد شاكر يعلن قرار الحزب بتطهير البلاد من الوجود الاجنبي وانطلاق عمليات التعبئة.
- 10 جويلية: والي بنزرت يراسل القائد العسكري الفرنسي طالبا عدم ظهور الجنود الفرنسيين بالمدينة وهو ما تم فعلا.
- 13 جويلية: فرنسا تعلن رفض المفاوضات تحت التهديد.
- 14 جويلية: بورقيبة يخطب أمام 100 ألف متظاهر ويؤكد على ضرورة الجلاء.
- 18 جويلية: شارل ديغول يعلن رسميا عدم استعداد فرنسا للتفاوض حول الانسحاب من بنزرت.
- 19 جويلية: انطلاق المعارك وسقوط 50 تونسيا (قتيلا وجريحا) و30 جريحا فرنسيا.
- 20 جويلية: تواصل المعارك وسقوط مزيد من الجرحى وارتفاع عدد القتلى إلى أكثر من 200.
- 21 جويلية: بورقيبة يحث على الاستبسال في القتال وفرنسا تكثف قصفها للمدينة وتحول المعركة إلى حرب شوارع حقيقية.
- 22 جويلية: صدور قرار عن مجلس الأمن بوقف اطلاق النار بعد أن كان ذلك اليوم هوالأكثر دموية في المعركة.
- 25 جويلية: وصول الأمين العام للأمم المتحدة داغ همرشولد إلى بنزرت
- 21 أوت 1961: عقد اجتماع في الأمم المتحدة للنظر في قضية بنزرت ينتهي باصدار قرارات لفائدة تونس.
- 27 أوت 1961: الجمعية العامة للأمم المتحدة تصوت بالأغلبية المطلقة على إدانة العدوان الفرنسي وتطالب بفتح التفاوض بين تونس وفرنسا من أجل تحقيق الجلاء عن بنزرت
- 18 سبتمبر 1961: التوصل لإتفاق تونسي-فرنسي ينص على سحب كل القوات الفرنسية من مدينة بنزرت والعودة إلى بلادها
- 4 أكتوبر 1961: الإعلان عن موعد جلاءالفرنسيين عن التراب التونسي وخروجه من بنزرت
- 15 أكتوبر 1963: جلاء آخر جندى فرنسي عن الأراضي التونسية [6]

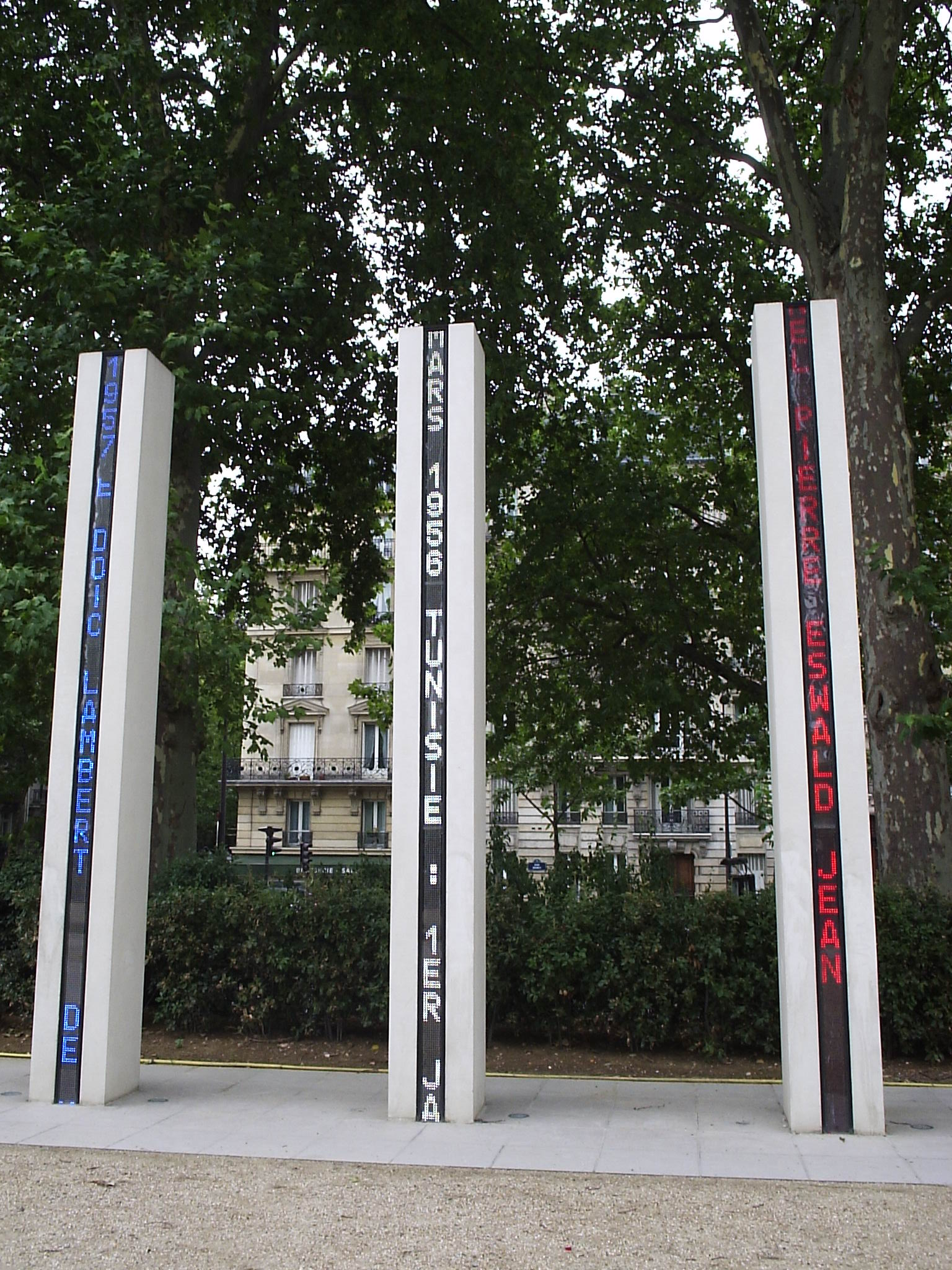
النصب التذكاري الوطني لحرب الجزائر ومعارك المغرب وتونس في العاصمة الفرنسية باريس.
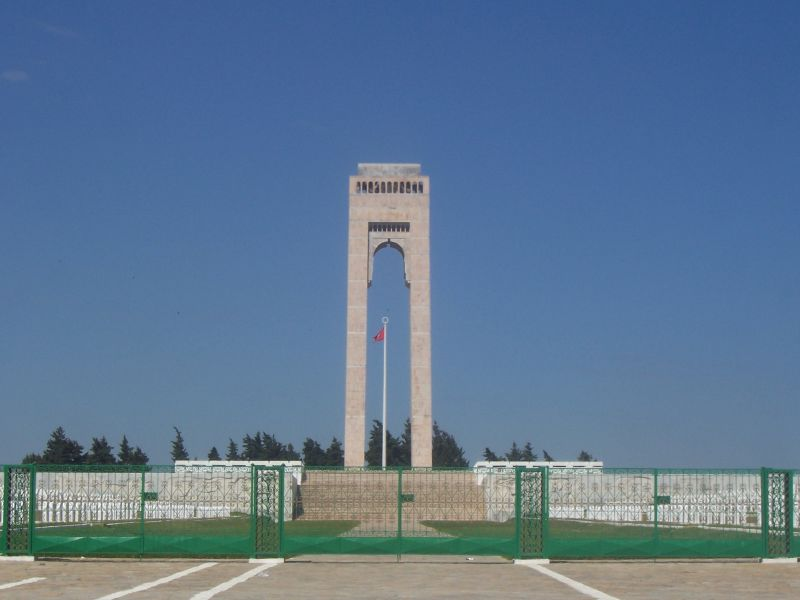
مقبرة الشهداء في بنزرت